# Cornaux
Cornaux é uma comuna da Suíça, situada no cantão de Neuchâtel. Tem 4,72 km² de área e sua população em 2018 foi estimada em 1.563 habitantes.